# Die Streuner
Die Streuner sind eine seit 1994 bestehende Mittelalterband aus Bonn, die auf Mittelaltermärkten, Burgfesten und Ritterspielen auftritt.

## Geschichte
Erstmals traten Miriam Petzold und Roland Kempen unter dem Namen Die Streuner gemeinsam  1994 auf Burg Satzvey auf. Danach komplettierten Martin Seifert, später Carsten Hickstein und zuletzt Matthew Rouse die Gruppe zu einem Quintett.

## Stil
Das Quintett spielt vorwiegend mittelalterliche Tavernenmusik. Unter anderem sind sie beim Festival Mittelalterlich Phantasie Spectaculum und dem Kaltenberger Ritterturnier regelmäßig vertreten. Das Repertoire erstreckt sich vom Liedgut aus sechs Jahrhunderten über mittelalterliche Sauf- und Raufmusik, alte Volksweisen, Trink- und Pfaffenlieder bis hin zu Eigenkompositionen. Die Texte ihrer Lieder sind vorwiegend deutsch, einige Stücke sind in französischer oder englischer Sprache. Textvorlagen stammen von teils berühmten Autoren, u. a. von Friedrich Schiller, François Villon, Erich Kästner, Fritz Graßhoff, Heinrich Heine, Clemens Brentano oder Wilhelm Busch. Das Arrangement stammt zumeist von den Streunern selbst, wenn sie Texte, die nicht ihrer Feder entspringen, musikalisch unterlegen.
Alle Tonträger wurden beim Label Emmuty Records veröffentlicht. Der Produzent ist Roland Kempen.
Seit 2009 haben die Streuner einen offiziellen Fanclub, die Wilden Gesellen. Seit Ende 2018 haben die Streuner einen weiteren offiziellen Fanclub, die Krugschwenker.

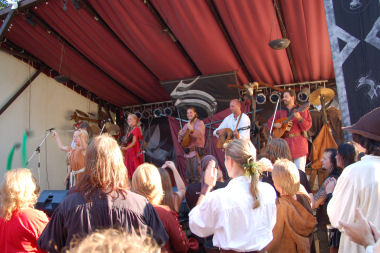
Die Streuner in Köln-Fühlingen 2007

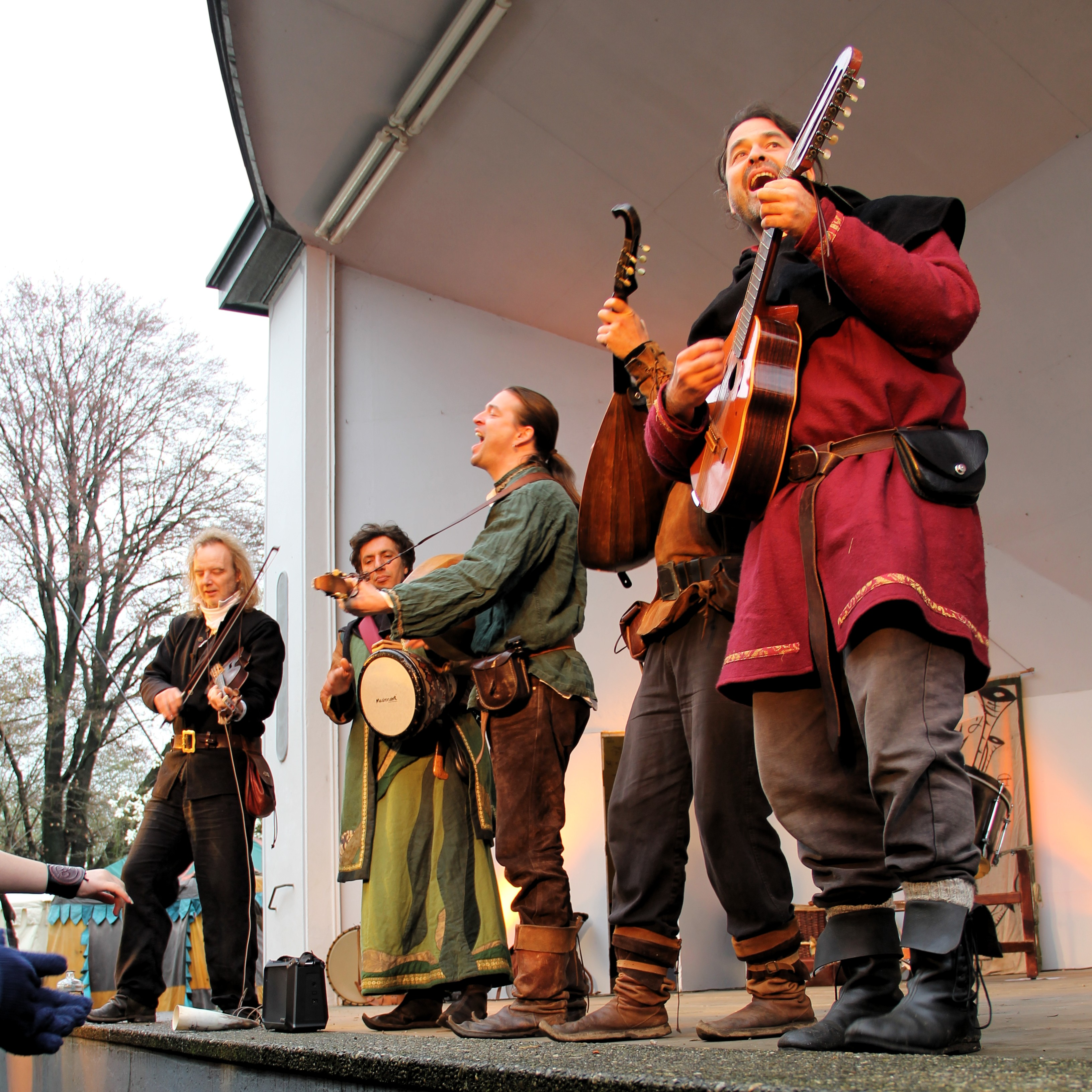
Die Streuner in Bad Säckingen 2013

## Malleus
Die zwölfköpfige Band Malleus ist ein Co-Projekt der Streuner und der Mittelalter-Band A La Via und interpretiert mittelalterliche Melodien neu, indem Dudelsäcke, Geigen und Harfe mit Schlagzeug, Bass, Keyboard und E-Gitarren ergänzt werden.

## Diskografie
- 1998: Wein, Weib und Gesang (Label: Emmuty Records/Vertrieb: Soulfood Music)
- 2000: Schnorrer, Penner, schräge Narren (Emmuty Records/Soulfood Music)
- 2002: Gebet eines Spielmanns (Emmuty Records/Soulfood Music)
- 2002: Malleus (EP, Emmuty Records)
- 2004: Fürsten in Lumpen und Loden (Emmuty Records/Soulfood Music)
- 2007: Fau (Emmuty Records/Soulfood Music)
- 2009: Süßer die Streuner nie klingen  (Emmuty Records)
- 2011: Hurra, na endlich!
- 2014: Hör rein! Schenk ein! (Emmuty Records)
- 2019: 25  (Emmuty Records)